# The Oklahoman
The Oklahoman est un journal quotidien du matin américain lancé à Oklahoma City en 1889 sous le nom The Daily Oklahoman. En 1999, la Columbia Journalism Review l'a qualifié de « pire journal d'Amérique » à la suite de ses prises de positions conservatrices répétées. De 1916 à 1984, The Oklahoma Times (en) fut son équivalent du soir. 